# P. J. Stock
Philip Joseph „P. J.“ Stock (* 26. Mai 1975 in Dollard-Des Ormeaux, Québec) ist ein ehemaliger kanadischer Eishockeyspieler, der während seiner aktiven Karriere zwischen 1994 und 2004 unter anderem 243 Spiele für die New York Rangers, Canadiens de Montréal, Philadelphia Flyers und Boston Bruins in der National Hockey League auf der Position des linken Flügelstürmers bestritten hat. Dabei füllte er die Rolle eines Enforcers aus. Seit Ende des Jahres 2013 ist Stock Teil des Übertragungsteams des Fernsehsender Sportsnet. Zuvor war er für die Sendung Hockey Night in Canada des kanadischen Fernsehsenders CBC tätig.

## Karriere
Stock spielte während seiner Juniorenzeit zunächst zwischen 1992 und 1994 für die Pembroke Lumber Kings in der Provinz Ontario. Zur Saison 1994/95 kehrte er schließlich in seine Heimatprovinz Québec zurück und war dort in den folgenden beiden Jahren bis zum Sommer 1996 für die Tigres de Victoriaville in der Ligue de hockey junior majeur du Québec aktiv. Anschließend besuchte er ein Jahr die Saint Francis Xavier University in Antigonish in der Provinz Nova Scotia, wo er parallel für das Eishockeyteam der Universität in der Canadian Interuniversity Athletics Union auflief.
Das Studium kam im November 1997 aber zu einem abrupten Ende, als der Stürmer einen Profivertrag bei den New York Rangers aus der National Hockey League erhielt. Dort kam er im Verlauf der Saison 1997/98 zu etwa gleichen Teilen für die Rangers in der NHL als auch deren Farmteam, das Hartford Wolf Pack, in der American Hockey League zum Einsatz. In den folgenden beiden Spielzeiten kam der Enforcer dann nur noch sporadischer für die Rangers zum Einsatz, feierte am Ende des Spieljahres 1999/2000 aber mit dem Gewinn des Calder Cups den größten Erfolg seiner Karriere. Dennoch verließ Stock nach drei Jahren das Franchise und wechselte als Free Agent zu den Canadiens de Montréal. Bereits nach fünf Monaten und lediglich 20 Einsätzen trennten sich die Canadiens im Dezember 2000 aber in einem Transfergeschäft wieder vom Angreifer. Sie gaben ihn mit einem Sechstrunden-Wahlrecht im NHL Entry Draft 2001 an die Philadelphia Flyers ab, die dafür Gino Odjick nach Montréal ziehen ließen.
Nachdem der im Vorjahr unterzeichnete Einjahresvertrag ausgelaufen war, kehrte Stock im August 2001 zu den New York Rangers zurück, wurde jedoch einen Monat später von den Boston Bruins im NHL Waiver Draft ausgewählt. Dort gelang es ihm bis zum Ende der Spielzeit 2002/03 dauerhaft im NHL-Kader Bostons zu stehen. Kurz nach Beginn der Saison 2003/04 fand sich der Kanadier dann aber in der AHL wieder, wo er von den Providence Bruins an die Philadelphia Phantoms verliehen wurde. Im Gegenzug lieh Philadelphia Andre Savage an Providence aus. Nach Beendigung der Saison beendete Stock im Alter von 30 Jahren seine aktive Karriere.
Im Anschluss an seine aktive Karriere arbeitete Stock als Sportjournalist. Unter anderem arbeitete er für den kanadischen Fernsehsender CBC in seiner Sendung Hockey Night in Canada. Seit Ende des Jahres 2013 ist Stock Teil des Übertragungsteams des Fernsehsender Sportsnet.

## Erfolge und Auszeichnungen
- 2000 Calder-Cup-Gewinn mit dem Hartford Wolf Pack

## Karrierestatistik
(Legende zur Spielerstatistik: Sp oder GP = absolvierte Spiele; T oder G = erzielte Tore; V oder A = erzielte Assists; Pkt oder Pts = erzielte Scorerpunkte; SM oder PIM = erhaltene Strafminuten; +/− = Plus/Minus-Bilanz; PP = erzielte Überzahltore; SH = erzielte Unterzahltore; GW = erzielte Siegtore; 1 Play-downs/Relegation; Kursiv: Statistik nicht vollständig)